# Serie 2620 de CP
La serie 2620 es un tipo de locomotora al servicio de la división de larga distancia de la empresa pública que gestiona el transporte ferroviario de Portugal - CP (Comboios de Portugal).

## Historia
En 1974, entraron, en la flota de la Compañía de los Caminhos de Ferro Portugueses, las locomotoras de la Serie 2600 de CP, que, después de la resolución de algunos problemas iniciales, revelaron un excelente comportamiento de servicio; así, se decidió a fabricar algunas locomotoras muy semejantes, siendo la principal modificación el aumento de la potencia disponible para 600 kVA, a través del desarrollo del transformador principal. De esta forma, podían alimentar los sistemas de aire acondicionado de hasta 15 vagones, en los trenes de viajeros. Así, fueron fabricadas, en 1987, 9 locomotoras en las instalaciones de las Sociedades Reunidas de Fabricações Metálicas, bajo licencia de Alsthom. Dado que constituían una extensión de la Serie 2600, las locomotoras recibieron la numeración de 2621 a 2629.

## Ficha técnica
Servicios: CP Larga Distancia
Partes Mecánicas: Groumpment d' Étude et d' Electrification de Chemins de Fer en Monofasé 50 Hz, Alstom, Sorefame.
Año de Entrada en Servicio: 1987 - 1989
Numeración UIC de la Serie: 9 0 94 0 392621 a 2629
Nº de Unidades Construidas: 9
Velocidad Máxima: 160 km/h
Largo (entre topes): ~17,5 m
Motores de Tracción: Fabricantes/Cantidad/Tipo: Alstom / 2 / TAO - 660 A1
Equipamiento Eléctrico de Tracción: Fabricantes: Alstom / B. B. C. / Jeumont - Schneider / MTE
Potencia: 2866 kW (3900 CV)
Tensión de Funcionamiento: 25kV - 50Hz
Ancho de Via: 1668 mm
Disposición de ejes: Bo' Bo'